# Ксанре
Ксанре́ (фр. Xanrey) — коммуна во французском департаменте Мозель региона Лотарингия. Относится к кантону Вик-сюр-Сей.	

## География
Ксанре расположен в 55 км к юго-востоку от Меца на границе департаментов Мёрт и Мозель и Мозель. Соседние коммуны: Марсаль на северо-востоке, Лезе на востоке, Безанж-ла-Петит на юго-востоке, Решикур-ла-Петит на юге, Жюврекур на юго-западе, Муайянвик и Вик-сюр-Сей на северо-западе.
Это сельское поселение, жители которого заняты мясным и молочным животноводством и выращиванием пшеницы. К северу от Ксанре протекает Нар, приток реки Сей.

## История

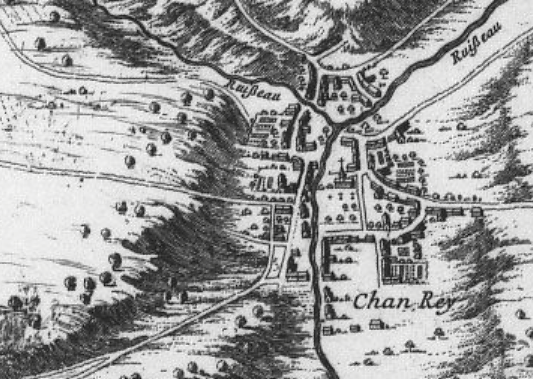
Ксанре на карте 1662 года.

- Поселение основано в 521 году. В X веке оно было передано его сеньором церкви Сен-Совёр в Меце, что было подтверждено в 1050 году.
- В 1255 году впервые упоминается Ксанре, присоединённое к приходу Муайянвика и зависимое от епископатов Меца и Туля.
- В 1790 году Ксанре входил в кантон Арракур, позже вошедший в кантон Вик-сюр-Сей.
- В 1871 году Ксанре по франкфуртскому договору отошёл к Германской империи и получил германизированное название Schenris. В 1918 году после поражения Германии в Первой мировой войне вновь вошёл в состав Франции в департамент Мозель.
- Во время Второй мировой войны осенью 1944 года окрестности Ксанре стали ареной сражения под Арракуром.

## Демография
По переписи 2008 года в коммуне проживало 108 человек.	

## Достопримечательности
- На холме между Жюврекуром и Ксанре находится кладбище эпохи Меровингов.
- Церковь Нотр-Дам, 1732 года.